# Pehblendă

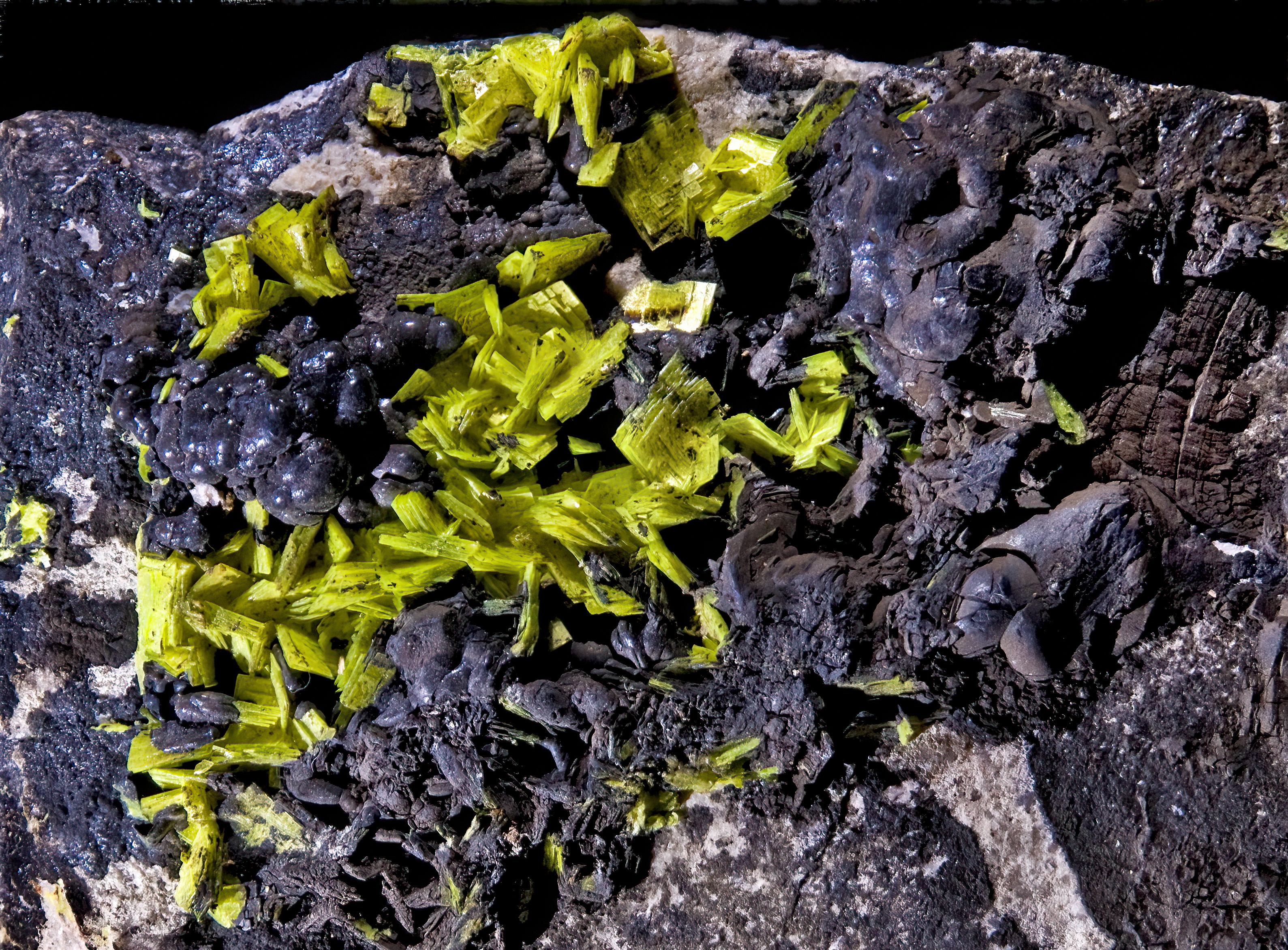
Pehblendă (de culoare neagră) cu inserții de autunit (de culoare galbenă).

Pehblenda este vechea denumire utilizată pentru mineralul uraninit.

În prezent denumirea pehblendă se mai folosește pentru specimene impure, metamictizate, de uraninit. În acestă accepțiune, pehblenda este un compus amorf sau aproape amorf care conține în general dioxid de uraniu (UO2+x) natural. Conținutul de oxigen în acest compus este variabil (gradul de oxidare x este mai mare decât cel care corespunde stoechiometric formulei chimice UO2, specifice uraninitului). Odată cu creșterea conținutului de oxigen în uraninit, aceasta își schimbă culoarea (din neagră devine cenușie), duritatea și densitatea scad, în schimb îi crește solubilitatea; toate acestea corespund procesului de metamictizare suferit în timp de către uraninit. În afară de uraniu, pehblenda conține și alte elemente, dintre care cele mai importante sunt plumbul, poloniul, radiul, thoriul și alte elemente din grupa pământurilor rare.

## Etimologie
Numele său provine din  cuvintele germane pech („smoală”) și blende („amestec”, „înșelător”); minerii germani considerând acest minereu ca fiind un steril nefolositor pentru extracția argintului. Una din cele mai vechi menționări ale pehblendei datează din 1565 când Johannes Kentmann a descris-o ca Plumbago sterilis pici similis Bechblende (Blendă sterilă cu aspect bituminos).
Din cauza utilizării în paralel a celor doi termeni, în limba română există o oarecare confuzie între cele două noțiuni (inclusiv DEX definește pehblenda ca fiind un „oxid natural de uraniu cristalizat, de culoare neagră ca smoala și cu luciu gras”). În absența ordinii de rețea, un compus amorf nu poate fi încadrat în clasa mineralelor. Astfel, site-ul www.conex.net citează Euratom, care face distincție între „minereuri de uraniu” și „pehblendă”.

## Utilizare

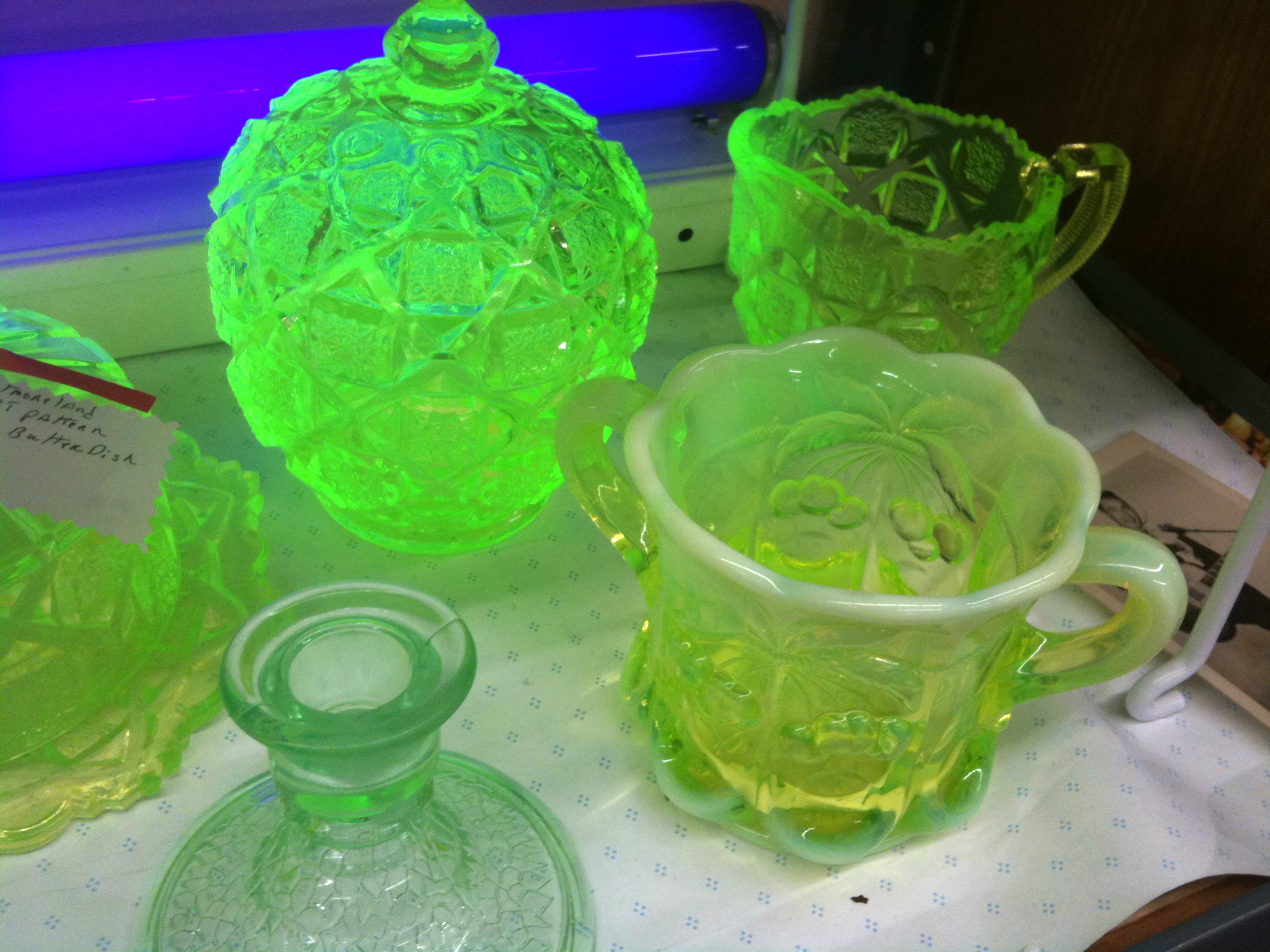
Vase de sticlă ce conțin uraniu.

Pehblenda era relativ abundentă în minele de argint din Boemia, în special în cele de la Jáchymov. În trecut, pehblenda era folosită ca adaos în pigmenții utilizați la vopsirea ceramicii, pentru a crea culori interesante. De asemenea, era folosită în procesul de fabricație al faimosului cristal de Boemia pentru obținerea unor nuanțe coloristice aparte.
În 1789, Martin Heinrich Klaproth, un chimist german, a descoperit uraniul studiind mostre de pehblendă. El a stabilit că uraniul este un element chimic distinct, deși nu a reușit să izoleze uraniul în starea sa metalică pură (izolarea ca metal a uraniului a fost realizată în 1841 de chimistul francez Eugène-Melchior Péligot, iar proprietățile sale radioactive au fost descoperite, în 1896, de către fizicianul francez Henri Becquerel).
Soții Marie Curie și Pierre Curie au studiat intens radioactivitatea naturală a pehblendei, îndeosebi după ce au primit circa o tonă de pehblendă, de la mina din Joachimsthal, mulțumită unei finanțări externe, pentru laboratorul lor din Paris. Munca lor de cercetare, recunoscută și prin acordarea Premiului Nobel (1903) a dus la descoperirea și prima izolare ca elemente a radiului și a poloniului, precum și la dezvoltarea teoriei radioactivității.
Pehblenda a fost (și a rămas până în prezent) cea mai importantă sursă pentru extragerea uraniului necesar industriei nucleare, atât în scopuri civile cât și militare.